# فرانکو درکو
فرانکو درکو (انگلیسی: Franco Derko؛ زادهٔ ۲۲ دسامبر ۱۹۴۶ ‏(۷۸ سال)) بازیکن فوتبال است.
از باشگاه‌هایی که در آن بازی کرده‌است می‌توان به باشگاه فوتبال منزفیلد تاون اشاره کرد.